# 阳平关镇
阳平关镇，是中华人民共和国陕西省汉中市宁强县下辖的一个镇。
2015年，陕西省民政厅批复同意将太阳岭镇的伍家坝、天星、石磙场3个村划归阳平关镇。

## 行政区划
阳平关镇下辖以下地区：
阳平关社区、小楚坝村、赖马沟村、擂鼓台村、候家沟村、回民沟村、阳平关村、小鱼山村、清河村、滴水寺村、张家河村、石罐子村、大长沟村、钟曹村、小寨子村、酒房坝村、白羊沟村、曹家坝村、二郎山村、核桃坝村、金龙观村、石磙场村、天星桥村和伍家坝村。